# Nedansiljan
Nedansiljan är den del av Österdalarna som ligger söder om sjön Siljan.

## Kommuner
- del av Gagnefs kommun (Gagnefs socken)
- Leksands kommun
- del av Rättviks kommun (Rättviks socken och Boda socken)
- del av Falu kommun (Bjursås socken)

## Socknar
- Bjursås socken
- Boda socken
- Gagnefs socken
- Leksands socken
- Rättviks socken
- Siljansnäs socken
- Åls socken